# Bajmaki (rejon złoczowski)
Bajmaki (ukr. Баймаки) – wieś na Ukrainie, w obwodzie lwowskim, w rejonie złoczowskim.
Do 2020 w rejonie buskim. 